# Нові Піски
Нові Піски́ (рос. Новые Пески) — село у складі Мішкинського району Курганської області, Росія. Адміністративний центр та єдиний населений пункт Новопісківської сільської ради.
Населення — 193 особи (2017; 243 у 2010, 362 у 2002).